# Demons (tv-serie)
Demons er en britisk overnaturlig dramaserie, der er produceret af Shine Productions og havde premiere på ITV den 3. januar 2009. Den blev produceret af det samme firma, som lavede Sky Ones overnaturlige drama Hex og BBC Ones fantasyserie Merlin. Serine blev udgivet på DVD den 6. april 2009.
Blandt de medvirkende var Philip Glenister, Christian Cooke, Holliday Grainger, Zoë Tapper og Saskia Wickham.